# Elsje Christiaens
Elsje Christiaens, née vers 1646 au Jutland, est une jeune servante danoise exécutée à Amsterdam début mai 1664 pour le meurtre de sa logeuse. Son corps, exposé sur un gibet, a été immortalisé par deux dessins de Rembrandt, aujourd'hui conservés au Metropolitan Museum of Art, à New York.

## Crime
Elsje Christiaens, 18 ans, originaire du Jutland, au royaume du Danemark, arrive à Amsterdam en avril 1664, en quête d'un emploi comme femme de chambre. Après deux semaines de vaine recherche, elle se querelle avec sa logeuse du Damrak à propos du prix du loyer. La confrontation dégénère rapidement. La logeuse s'empare d'un balai, menaçant de saisir les quelques affaires d'Elsje, tandis que cette dernière saisit une hache et, dans la bagarre, tue son adversaire. Lorsqu'un voisin entre dans la maison pour découvrir la cause du vacarme, Elsje saisit rapidement un manteau et quelques vêtements dans le coffre d'un autre locataire et prend la fuite, couverte de sang. Dans une tentative désespérée pour s'enfuir (ou une possible tentative de suicide), elle saute dans le canal de Damrak, mais est repêchée par des passants. Après son arrestation et ses aveux, elle est condamnée à mort le 1er mai 1664 par les magistrats de la ville.
Son exécution publique a lieu sur la place du Dam à Amsterdam, probablement le samedi 3 mai suivant. Conformément à la sentence, elle reçoit plusieurs coups avec la hache qu'elle avait utilisée pour frapper sa logeuse avant d'être étranglée par un garrot. Son corps est ensuite laissé à pourrir sur un gibet dressé dans un champ à l'extérieur de la ville sur la lande de Volewijck (nl), où sont traditionnellement exposés les cadavres des exécutés à qui une sépulture chrétienne était refusée. La hache utilisée pour commettre son crime est suspendue au gibet à ses côtés.

## Représentations artistiques
Comme il s'agissait de la première exécution d'une femme à Amsterdam depuis 21 ans, l'événement a été considéré suffisamment inhabituel pour attirer l'attention.

### Dessins de Rembrandt

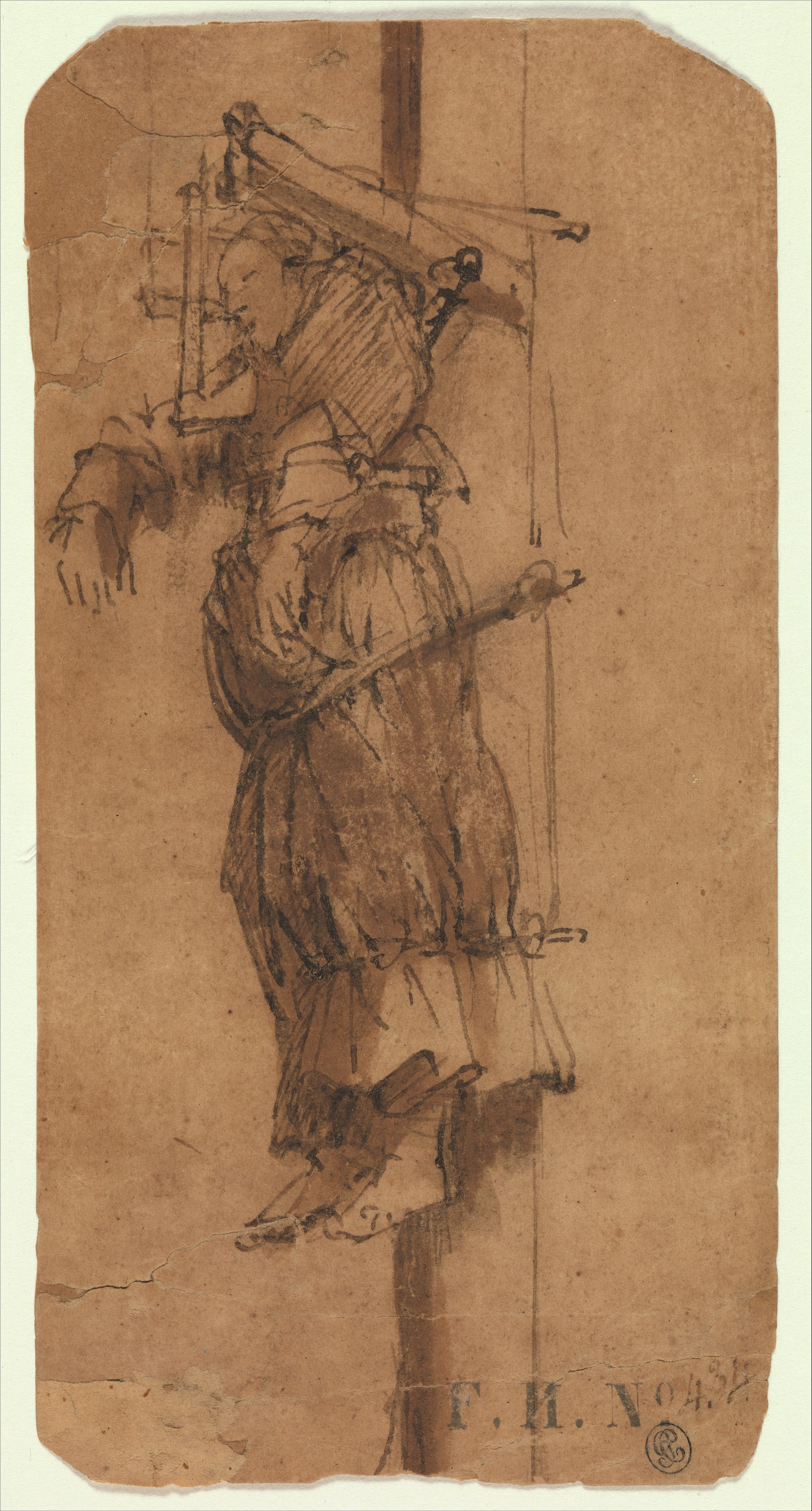
Le corps d'Elsje Christiaens suspendu à la potence, vue de côté, dessin de Rembrandt, 1664.

Le peintre Rembrandt, alors âgé de 57 ans, a réalisé deux dessins du corps d'Elsje Christiaens, alors qu'il était exposé sur la potence,. Le 3 mai, probablement le jour même de l'exécution de la sentence, il loue un bateau à rames pour le mener jusqu'au Volewijck où le cadavre était exhibé.
Avant que la femme représentée dans les deux dessins de Rembrandt ne soit définitivement identifiée en 1969, ces œuvres étaient datées par les historiens de l'art des environs de 1655 sur la base de critères stylistiques. Les détails spécifiques du crime et de l'exécution ont permis cependant à l'archiviste et historienne Isabella Henriette van Eeghen (en) d'identifier à coup sûr la femme représentée à Elsje Christiaens, puisqu'aucune autre femme condamnée apparaissant dans les archives judiciaires de l'époque n'a été exposée de la même manière. Eeghen terminait sa démonstration en 1969 en soulignant : « Elsje Christiaens, qui a autrefois été proposée en exemple à d'autres pour les dissuader de commettre un crime, servira maintenant d'exemple aux historiens de l'art pour leur rappeler d'être prudent avec la datation sur la base de critères stylistiques ».
L'épisode a inspiré à Margriet de Moor un roman, Le Peintre et la jeune fille (de) (titre original néerlandais : De schilder en het meisje), publié aux Pays-Bas en 2010. La romancière y établit un parallèle entre la vie de Rembrandt, essayant alors de surmonter son chagrin après la mort récente de sa compagne Hendrickje Stoffels et le triste destin de Christiaens qu'il apprend de son fils Titus, aboutissant à une rencontre silencieuse avec le corps de la jeune fille.

### Dessin d'Anthonie van Borssom

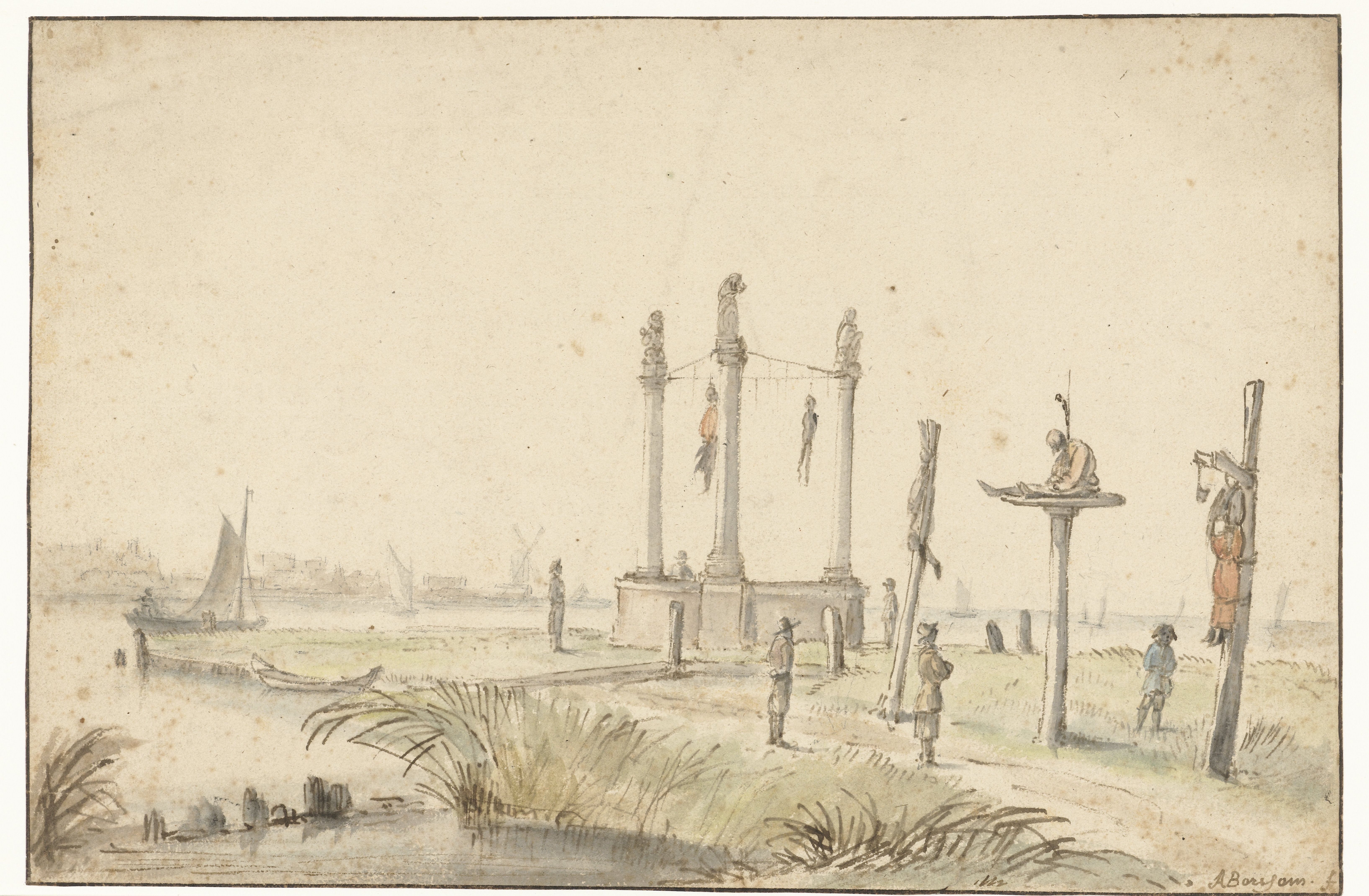
Anthonie van Borssom, Le champ des gibets à Volewijck, à l'extérieur d'Amsterdam, 1664. Le corps d'Elsje Christiaens est représenté à droite.

L'artiste néerlandais Anthonie van Borssom a aussi réalisé un dessin représentant le champ où les corps des criminels était laissé à pourrir ; le corps d'Elsje Christiaens apparaît à l'extrême droite, aux côtés d'autres condamnés.
L'œuvre de Borssom est conservée au Rijksmuseum d'Amsterdam.

## Commémoration
En janvier 2016, le pont Elsje-Christiaens (nl) (en néerlandais Elsje Christiaensbrug) à Amsterdam a été baptisé en son honneur.